# Citrus maxima
Espèce
Citrus maxima est une espèce d'arbres fruitiers, nommée en français Pamplemoussier, qui appartient à la famille des Rutaceae. Il est originaire d'Asie du Sud-Est où il est connu depuis plus de quatre mille ans et cultivé pour son fruit.

## Appellation
Le fruit de Citrus maxima est un agrume, nommé « pamplemousse » par les botanistes,,. Dans le langage vernaculaire le fruit du pamplemoussier est nommé « pamplemousse » ou « pomélo » selon l'usage en vigueur dans les différents pays francophones, occasionnant ainsi une confusion générale car « pamplemousse » est également utilisé couramment pour désigner le fruit de l'hybride bien connu Citrus ×paradisi. Des expressions comme « pamplemousse vrai » ou « pamplemousse véritable » sont parfois utilisées pour réduire l'ambiguïté.
Il est appelé shadek ou chadèque en Guadeloupe, en Martinique, en Haïti ainsi qu'en Guyane, tenant son nom du capitaine anglais Chadeck - Labeau qui l'introduit aux Antilles au XVIIe siècle.

## Description
L'arbre est assez grand. Il peut mesurer jusqu'à 8 m de hauteur. La couleur de son écorce est verte ou jaunâtre. Elle déverdit quand la moyenne des températures minimales est inférieure à 14 °C pendant 15 jours et devient claire, jaunâtre à rosée. Elle est lisse, très épaisse et se pèle plus ou moins facilement.

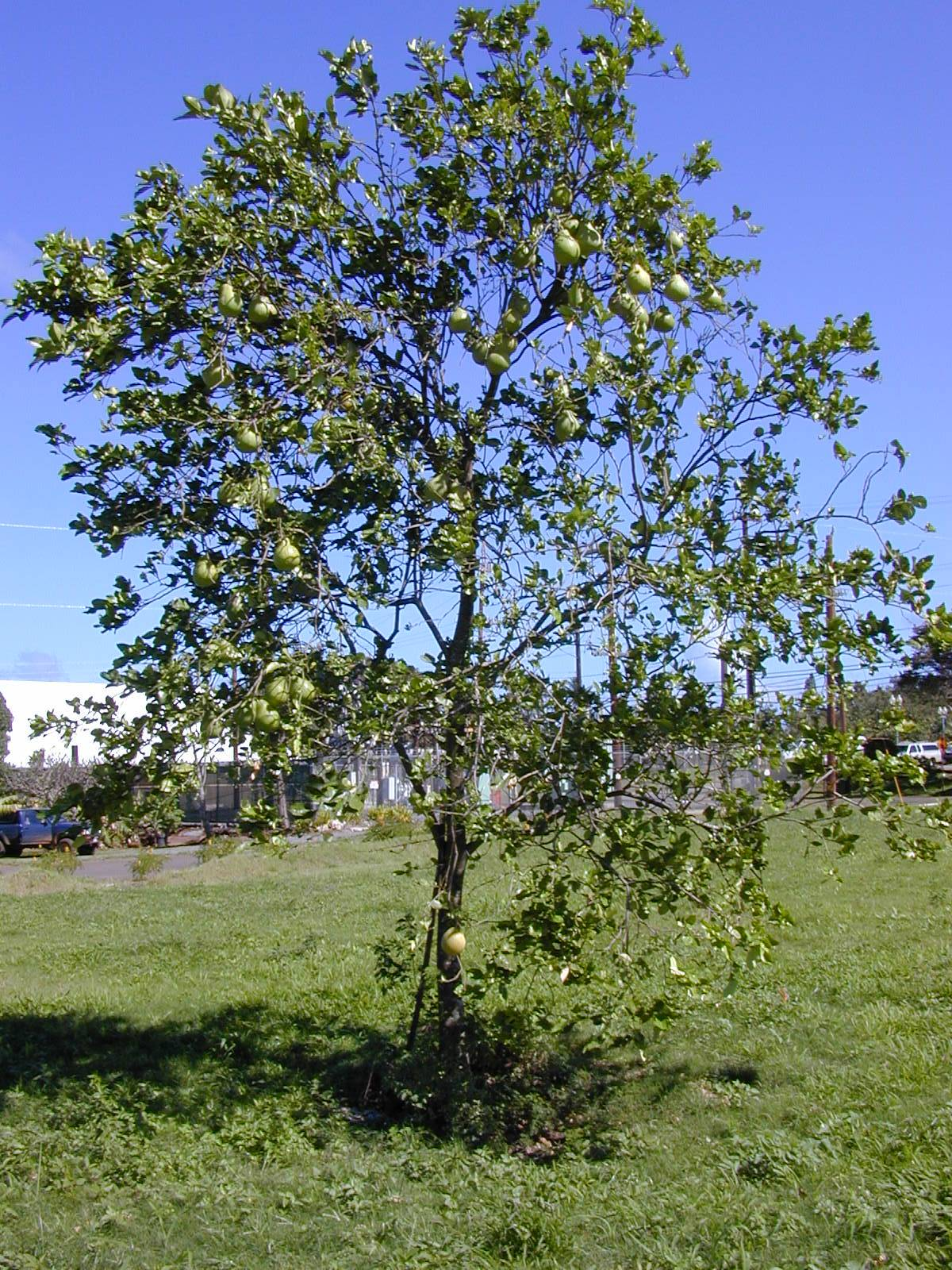
Citrus maxima Haiku-Pauwela, Maui (Hawaï).
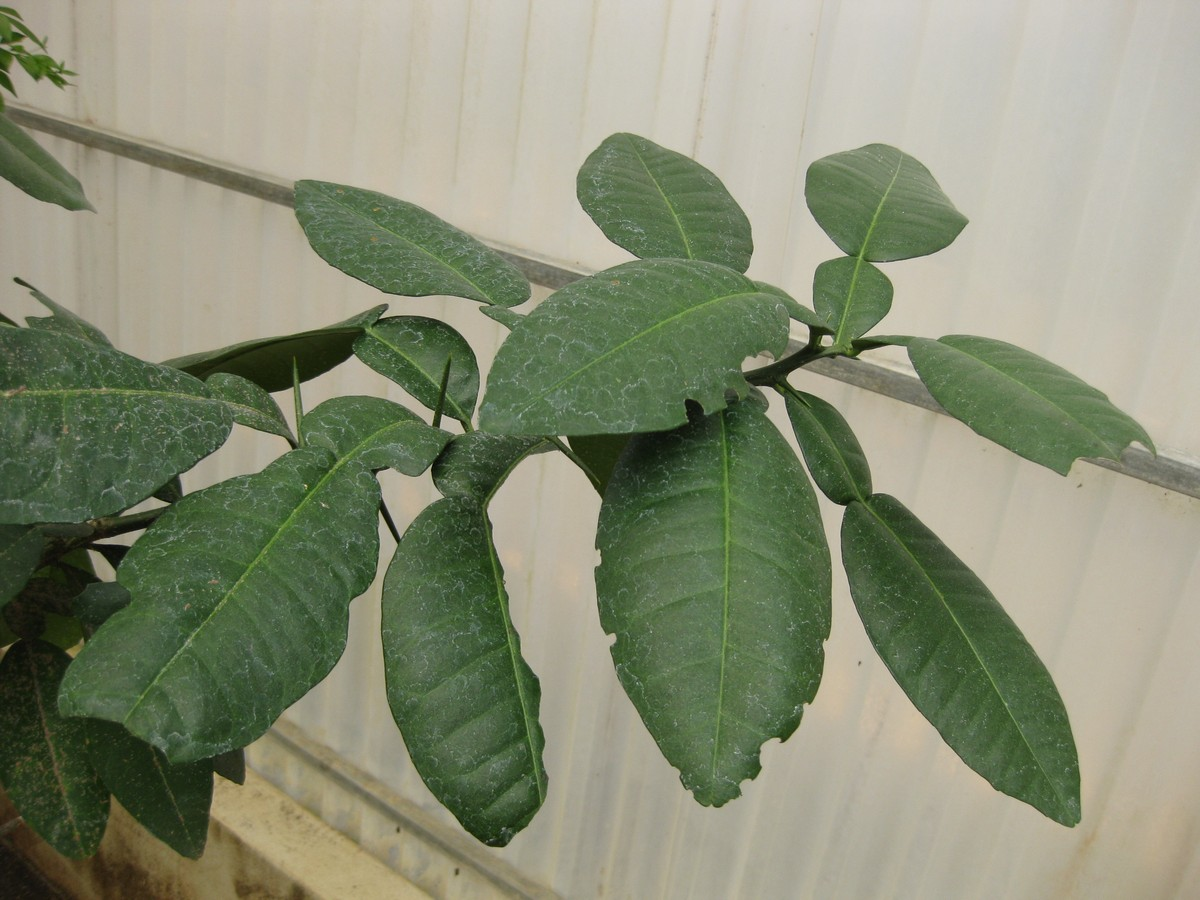
Branche couverte d'épines et feuilles, Jardin botanique de la reine Sirikit, (Thaïlande).
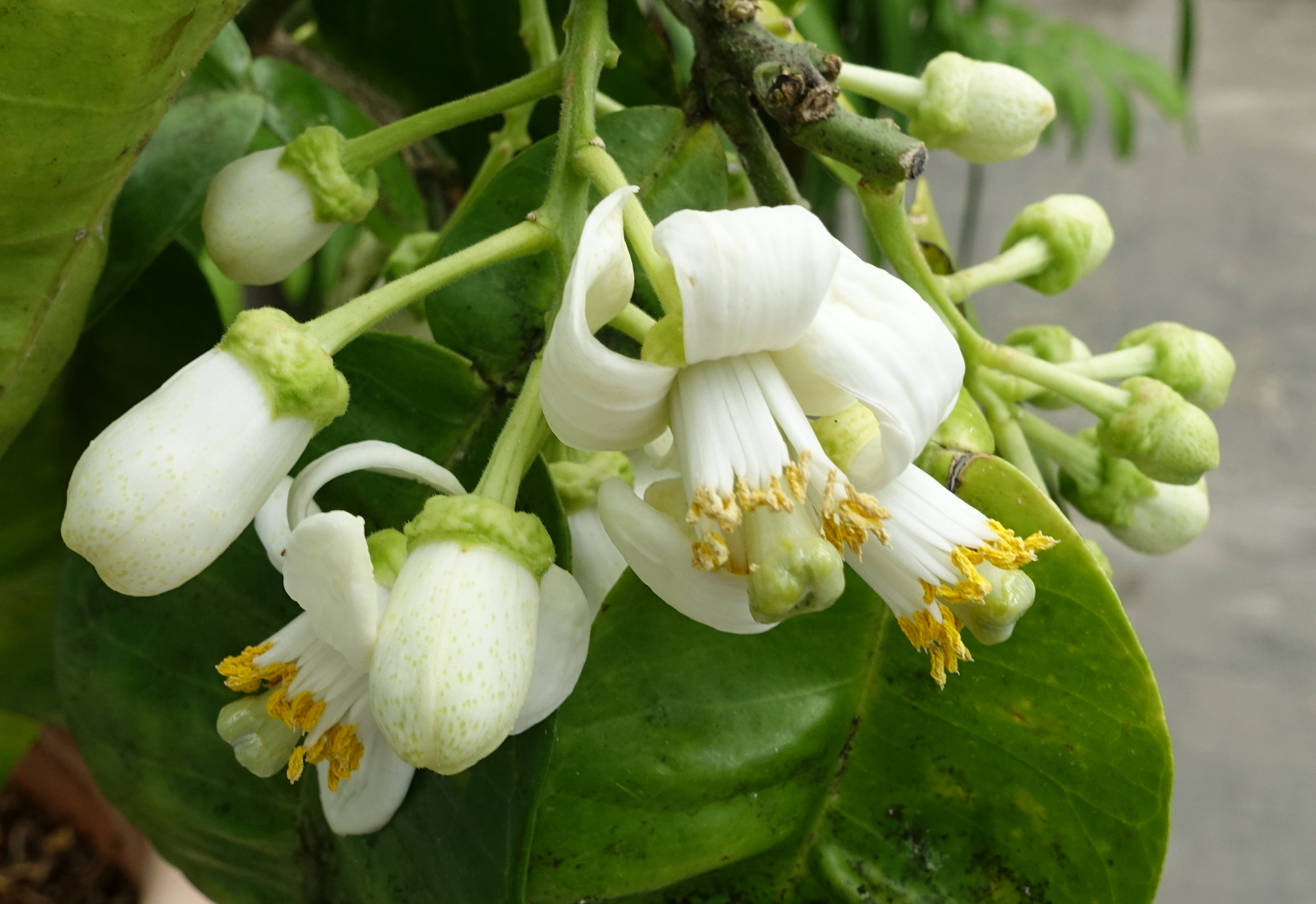
Fleurs de Citrus maxima 'Tahitien'.
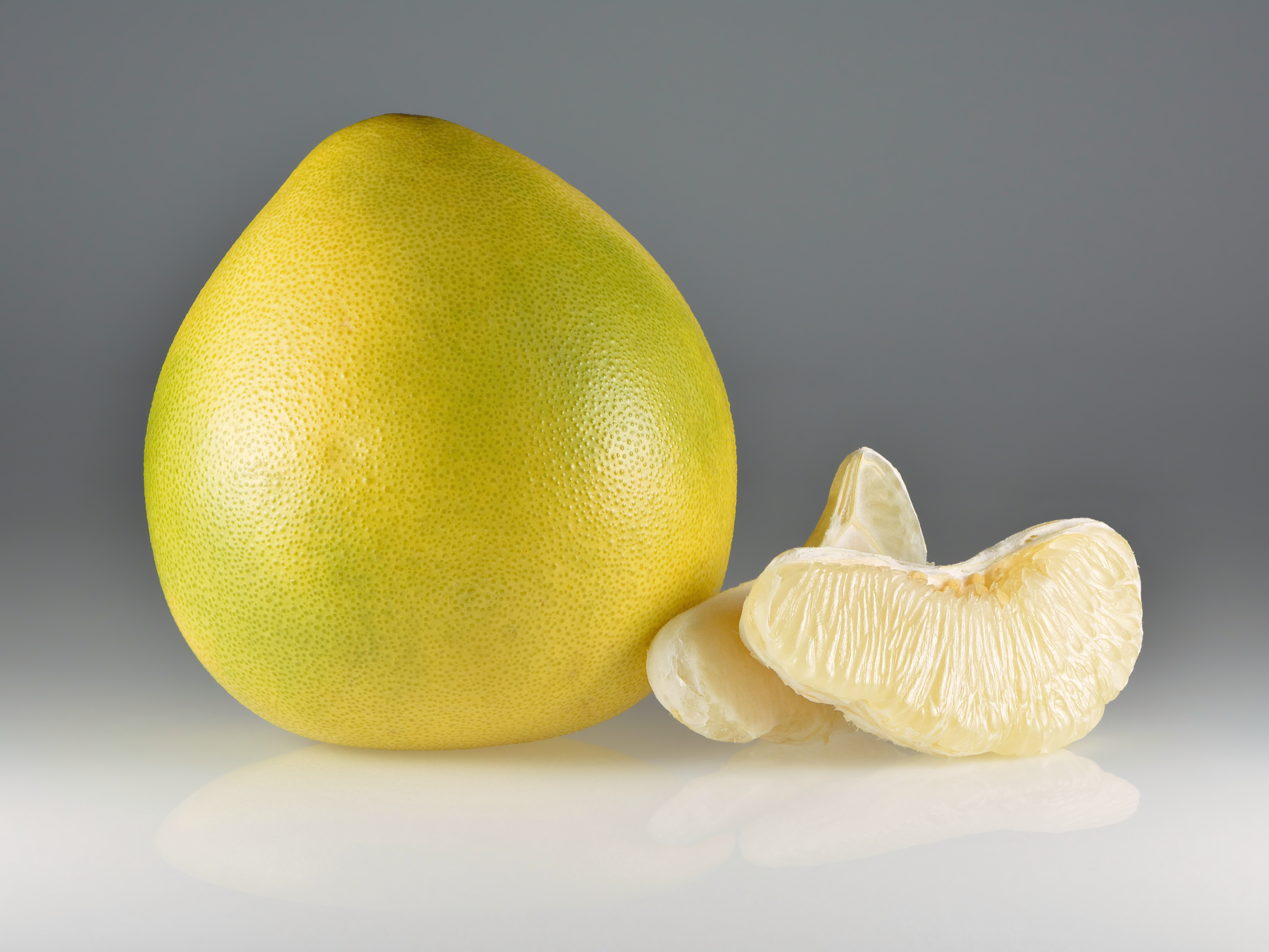
Citrus maxima Fruit entier et quartiers.
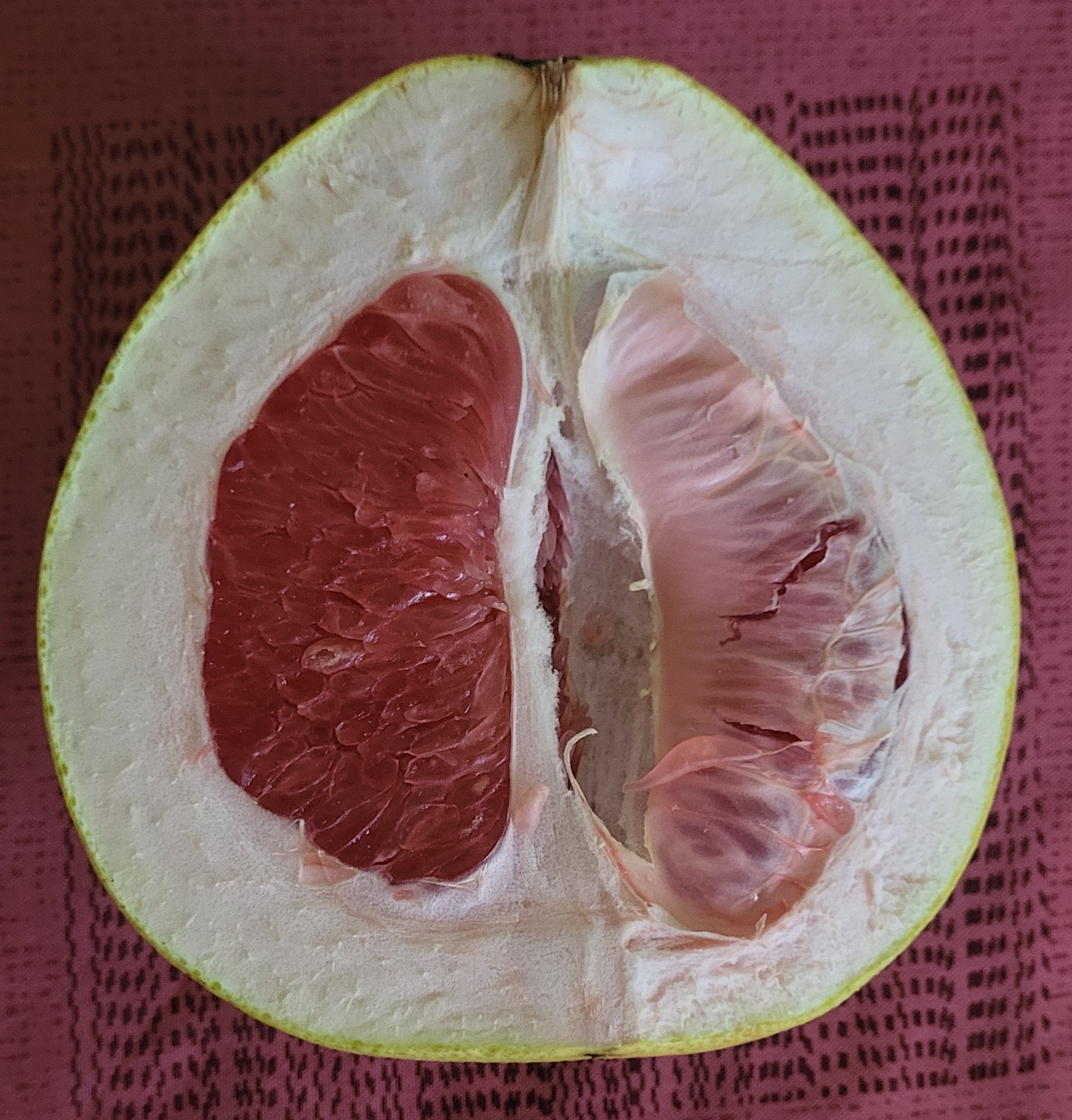
Citrus maxima Chadek, à pulpe rouge plus douce, (Martinique).
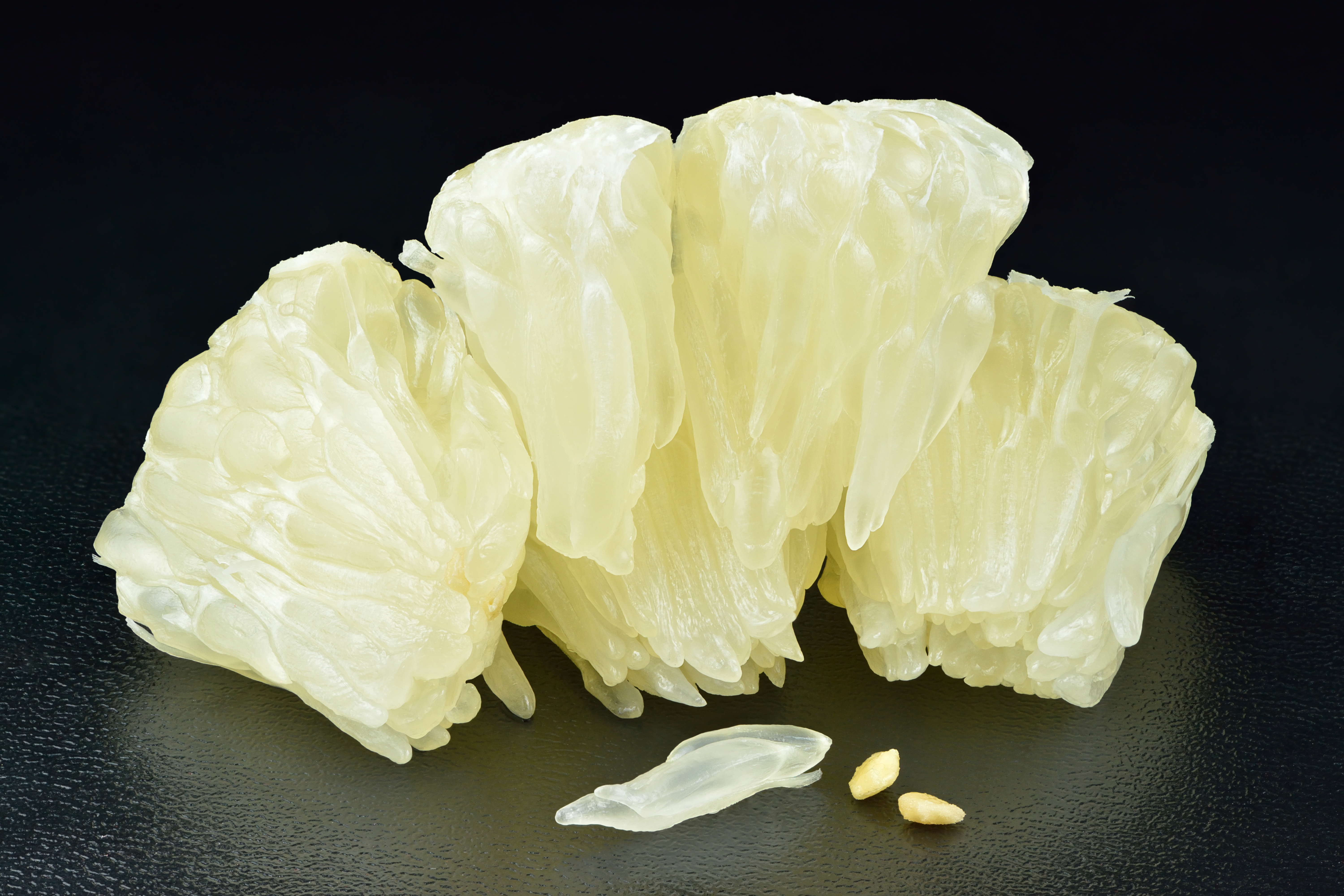
Chair du fruit.

Les feuilles sont larges.
La floraison est magnifique avec ses bouquets de fleurs géantes puissamment parfumés.
Le fruit, généralement sphérique, plus ou moins aplati, parfois piriforme, mesure entre 10 et 30 cm de diamètre ; il peut peser de 500 grammes à 8 kilogrammes, ce qui en fait le plus volumineux des agrumes.
Couvert de ses fruits énormes il est spécialement décoratif et impressionnant. On l'utilise donc également comme plante ornementale partout où le gel ne le met pas en risque.
Réputée [acide] et amère, en raison de la présence de naringine (hétéroside flavonique), la chair est peu juteuse, agréablement croquante, douceâtre dans les cultivars d'Asie du sud, alors que les cultivars japonais (sous le nom Buntan) sont de remarquables équilibres doux-acide, pouvant atteindre une grande subtilité et un prix en conséquence.
La peau du fruit de Citrus maxima est épaisse et semblable à de la mousse. Cette peau possède des caractéristiques mécaniques remarquables. Elle est capable de dissiper des quantités considérables d'énergie cinétique. Le choc du fruit relativement lourd tombant sur le sol d'un arbre qui peut être assez haut est ainsi amorti. La peau de ce fruit a été utilisée comme modèle pour créer des matériaux synthétiques de dissipation de l’énergie cinétique,.

### Cultivars
Les généticiens ont groupé - parmi les cultivars disponibles dans la zone de libre circulation européenne - de Citrus maxima en deux populations: Chandler, Nam Roi et Kao Pan qu'ils différencient des génotypes Pink, De Florès, De Timor, Eingedi et Tahiti, Timor étant proche de Eingedi.
Dalel Ahmed et al. (2019) écrivent «Malgré les petites introgressions de C. reticulata dans deux pommelos (Chandler et Kao Pan) et l'introgression de C. medica dans le pommelo Timor, notre analyse confirme que les pommelos modernes peuvent être considérés comme de bons des représentants de l' espèce C. maxima. Dans le cas des pommelos, les données GBS ont identifié une petite zone introgressée par C. medica dans le C7 du pommelo Timor».

Parmi les variétés cultivées dont la pulpe, la couleur, la forme et la maturité varient, on peut citer :
- Citrus maxima var. chandler
- Citrus maxima var. cuban shaddock
- Citrus maxima var. honey
- Citrus maxima var. reinking
- Citrus maxima var. sweetie
- Citrus maxima var. tahitian  sarawak
- Citrus maxima var. thong dee

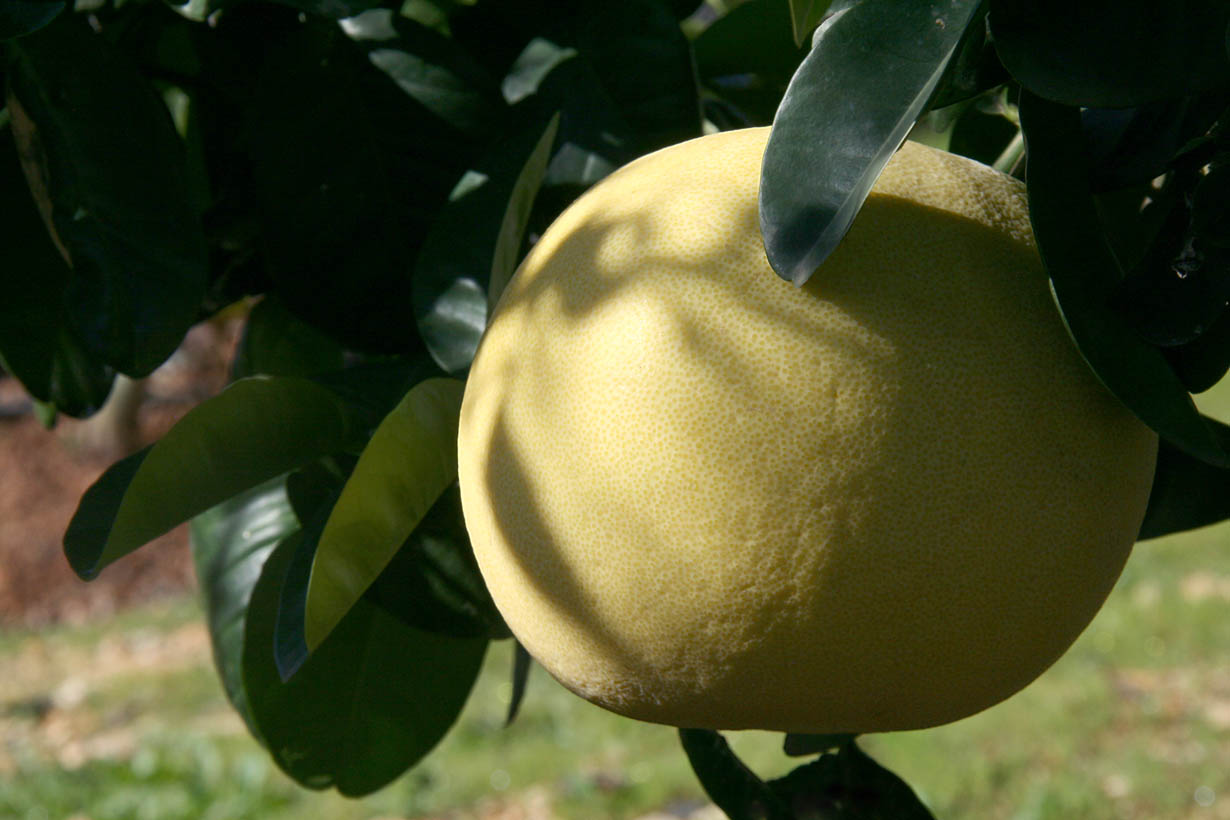
Hirado buntan

au Japon
- Citrus maxima var. Hirado Buntan
- Citrus maxima var. mato buntan
- Citrus maxima var. suisho buntan
- Citrus maxima var. Banpeiyu"

au Viêt-Nam et en Indochine
- Citrus maxima var. Bưởi Luận Văn
- Citrus maxima var. siamese sweet
- Citrus maxima var. Nam Roi

en Chine

## Culture
La culture du pamplemoussier est comparable à celle du citronnier. La zone de rusticité est 9b, il est plus rustique que le cédratier. Comme le citronnier, il peut être cultivé en pots de grande taille.
L'arbre craint le vent, le poids des fruits courbe les branches et peut les casser. La mise à fruit d'un arbre greffé est de 4 ans.
Si ce pamplemousse est fécondé avec le pollen d'une orange douce ou d'une mandarine, les fruits seront généralement sans pépins. Dans des conditions optimales, le pamplemousse donne des fleurs quatre fois par an et le fruit peut être cueilli après 8 à 12 mois en quatre récoltes.

Le fruit demande de la chaleur pour arriver à maturité. Il est cultivé et consommé à grande échelle uniquement en Asie orientale. En climat méditerranéen chaud (on le cultive à Tokyo ou dans le sud de la péninsule ibérique) les fruits arrivent à maturité mais sont brûlés par l'ensoleillement fort, comme en Chine méridionale, ils doivent être mis en sac.

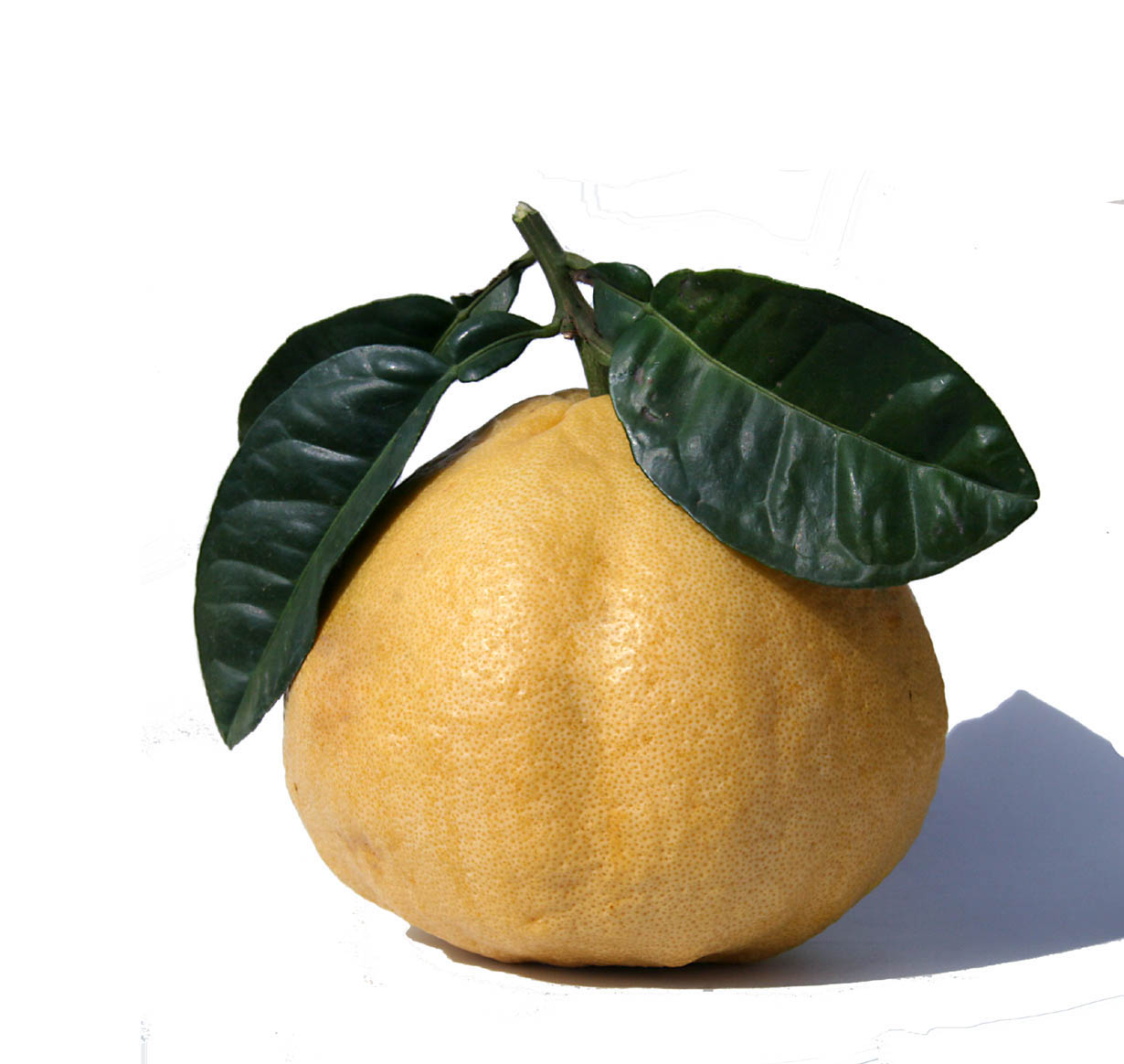
Pamplemousse de Cayenne ou Chadek ou Schadeck.

Le fruit se conserve bien notamment emballé dans du papier et conservés dans des boîtes bien aérées. Une étude comparative chinoise (2019) sur le cultivar Pomelo de miel (Taoxi) montre que la récolte optimale se fait 208 jours après l’anthèse et qu'un stockage de 4 mois avant consommation dans un endroit frais et sombre « permet de conserver une belle apparence et une bonne qualité gustative ».

## Composition
| Eau                 | 89 %  |
| Glucides            | 7,5 % |
| Protides            | 0,7 % |
| Lipides             | 0,1 % |
| fibres alimentaires | 1,5 % |
| Acides organiques   | 1,2 % |

## Utilisation
Le fruit est réputé pour ses différentes valeurs nutritionnelles bénéfiques pour la santé. La pulpe, la peau, la feuille, la fleur, la graine, l'huile essentielle de Citrus maxima sont utilisés par la médecine traditionnelle (La peau contre la toux, l'épilepsie; les fleurs contre l'anxiété et les troubles du sommeil; les fruits contre l'asthme, le hoquet, la toux et l'épilepsie. Le fruit et l'huile essentielle sont utilisés en cosmétique, parfumerie et arômes. La recherche médicale lui reconnait in vitro ou en modèle murin des effets bénéfiques contre l'hyperlipidémie, l'inflammation, les micro-organismes, le cancer, la glycation, les troubles métaboliques, l'oxydation, la neurodégénérescence, etc. Une synthèse des études sur les composants actifs du pamplemoussier a été publiée par une équipe indonésienne en 2024.

### Le fruit, la pulpe
On laisse le fruit ressuyer quelques jours, jusqu'à un mois en Chine, certains fruits vont même jusqu'à passer un printemps et un été sur l'arbre au Japon. La pulpe est consommée crue, après avoir pelé les quartiers. Elle est d'une texture agréable et facile à manipuler car modérément juteuse. Froide, elle accompagne salade de fruits ou légumes, chaude elle accompagne le poisson en Polynésie et diverses grillades.
Les fruits rouges à pulpe rouge sont recherchés en chines ou en Asie du Sud-est (Bưởi Luận Văn ou pamplemousse rouge de Luan Van au Viêt-Nam)
Au Japon, où le cultivar Suisho Buntan (pomelo Cristal) est le plus apprécié, les fruits sont pelés avec précision. Le principal producteur, M. Shiraki de Kochi, a mis en ligne une vidéo pour expliquer l'utilisation d'un outil spécialement adapté.
La consommation de 100 g de pulpe par jour a, chez l'homme, un effet favorable démontré sur le diabète. Les fruits agissent comme cardiotonique et sont utilisés en médecine traditionnelle dans la lèpre, l'asthme, la toux, le hoquet, l'épilepsie. Les recherches actuelles montrent une activité analgésique, anti-inflammatoire, hépato protectrice, et antioxydante.

### Le zeste
La peau du pomelo représente 30 % du poids du fruit, elles est riche d'huiles essentielles, de polysaccharides et de composés phytochimiques avec des applications alimentaires et pharmaceutiques. Une revue exhaustive des utilisations des dérivés de la peau de pomélo a été publiée en 2020. Selon les médecines orientales et des observations pré-cliniques montrent des effets hypolipidémiques, hypoglycémiques, antioxydants, antimicrobiens, anti-inflammatoires et anticancéreux, antiasthmatique, sédatives dans les affections nerveuses, tonique cérébral,.
Le zeste est confit au sucre après trempage dans l'eau pour le désamériser.

### La feuille et la fleur
La feuille de Citrus maxima a des propriétés anti diabétiques, elle est utilisée en médecine ayurvédique dans l'épilepsie, le toux convulsive, le traitement des maladies hémorragiques. Les fleurs sont utilisées comme sédatifs dans les affections nerveuses.
En Chine, un thé (tisane) de fleur de pomelo est considéré traditionnellement comme digestif, on lui attribue un effet hypolipidémiant. Une publication académique de chercheur de Guangzhou (2021) a vérifié cet effet anti-obésité : le composé actif est la marmin, une coumarine isolée chez Aegle marmelos, qui inhibe à niveau de concentration moyenne et élevée la différenciation des préadipocytes 3T3-L1 en provoquant leur apoptose.

### Interactions médicamenteuses
Les divers agrumes dont les pamplemousses Citrus maxima affectent le profil pharmacocinétique de plusieurs médicaments dont la biodisponibilité se trouve réduite en présence d'extraits du fruit lors de la digestion. DG Bailey et JD Spence ont mis en évidence en 1989 que «de nombreux médicaments essentiels pour le traitement d'affections médicales importantes ou courantes interagissent avec Citrus paradisi» et «certains autres jus d'agrumes». Or la graine de pamplemoussier est un géniteur avec le pollen d'une orange de Citrus paradisi (les grapefruits) et le même Citrus paradisi est parent de divers tangors (Mineola, Seminole, Orlando, etc.).
Pour ce qui est démontré dans le cas du pamplemoussier Citrus maxima, ce sont spécialement les patients qui prennent des médicaments antirétroviraux (traitement du VIH/SIDA) chez qui Citrus paradisi et Citrus maxima (comme de nombreux autres plantes) présentent un risque d'augmentation de l'absorption et de la biodisponibilité des médicaments («la consommation doit être réduite ou évitée»). La consommation de pamplemousse doit être limitée également avec des médicaments agissant sur le système nerveux central (antidépresseurs), il a été démontré dans le modèle murin une action négative des benzodiazépines du fruit.
Aucune contre-indication n'est signalée pour les produits cosmétiques contenant des extraits de pamplemousse ou de pamplemoussier.

## Production
La Malaisie et la Thaïlande sont les principaux exportateurs mondiaux de « pomelo » (nom d'export), la production des Philippines, de la Chine (particulièrement de Hong Kong) et Taïwan sont significatives.
La Chine maintient un équilibre positif de commerce en agrumes grâce à son volume d'exportation de clémentines, de mandarines et de C. maxima, ce dernier représente 2,5 % du volume total. Il est estimé que le « pomelo sans pépins » (plus sucré) a un fort potentiel de croissance. Inversement, la Chine importe le C. ×paradisi de Nouvelle-Zélande, d'Afrique du Sud et des États-Unis. Dans la province de Fujian (sud-est de Chine) on produit depuis plusieurs siècles le « Honey Pomelo », une variante plus sucrée de C. maxima. Ses producteurs ont signé une entente en 2006 avec la communauté européenne et exportèrent un total de 80 conteneurs (1 600 tonnes) surtout vers l'Union européenne, l'Australie et l'Amérique du Nord. Les Pays-Bas ont reçu en octobre 2007 la première cargaison de C. maxima chinois destinés au marché européen. La compagnie (Herman Kuijper BV) a attendu quelques semaines avant de les livrer afin de leur permettre de mûrir et augmenter la teneur en sucre.
Au Japon le fruit est connu sous les noms de « Buntan » (ブンタン) et de « Zabon » (ザボン), ils sont d'usage courant ainsi que leurs hybrides.
Au Vietnam, le « Nam Roi pomelo », pesant près d'un kilogramme, est un des fruits les plus populaires et ce pays est récemment entré dans la course d'exportation de C. maxima, ayant vendu plus de 100 tonnes de Nam Roi pomelo aux Pays-Bas, à l'Allemagne et à la Russie, depuis le deuxième quartile de 2007. Une entente a été signée avec une entreprise européenne (Metro Cash & Carry) pour permettre d'amener la production à niveau avec les normes internationales (eurepGAP),.

## Synonymes
- Aurantium maximum Burm.
- Citrus decumana L.
- Citrus grandis Osbeck

## Hybrides et descendance
L'espèce a une nombreuse descendance puisque C. maxima est une espèce ancestrale à l'origine des agrumes actuels dans le génome desquels on retrouve des introgressions plus ou moins importantes du pool C. maxima : c'est le cas des oranges douces, des bigarades, des pomelos (C. x paradisi) des mandarines et leurs propres sous hybrides ,.
Les hybrides les plus connus sont :
- "Citrus otachibana" hort. ex Yu. Tanaka
- Citrus maxima var. pomelit
- Citrus maxima var. valentine
- Ugli Citrus maxima var. ugli
- Citrus maxima var. jaffa red
- Les C. paradisi dont Oroblanco ou pomelit d'Israël  (C. maxima × C. paradisi ), Star ruby, Marsh (pamplemousse).
- Ichang lemon ou shangjuan  (C. cavaleriei × C. maxima),
- la lime Bitrouni du Maroc C. maxima × (C. maxima × C. medica)[40],
- les citrons Ponderosa et Jaffa (C. maxima x C. medica),
- Citrus maxima var. cocktail Cocktail (pamplemousse) est hybride du pamplemoussier 'Siamese Sweet' et  de la mandarine Frua  (C reticulata 'Dancy' × 'King' tangor), il est nommé 'Mandelo' dans la collection UC Riverside[41],
- L'orangelo de Puerto Rico ou chironja est hybride spontanée d'un pomelo (C. x paradisi) avec un oranger[42].
- Au Japon, Jabon ou Zabon est un hybride de pamplemoussier et de yuzu,
- Les tangelos sont des hybrides de pomelo (C. x paradisi) avec une mandrine,

Au Venezuela un hybride indéterminé est cultivé sous le nom de Limonsón.

## Huile essentielle

### Huile essentielle de flavedo
Les résultats des analyses sont hétérogènes. En Inde, les hydrocarbures monoterpéniques (78 à 90 %) sont dominants suivis des monoterpènes oxygénés (3,7 à 8,8 %) et des sesquiterpéniques (3,8 à 10,5 %), le limonène (67 à 84 %), le β-pinène (1,57-9,14 %), l'acétate de géranyle (1,09-3,58 %) et la verbénone (0,27-3,00 %) sont les composants principaux (2013). La même analyse réalisée en 2022 donne D-limonène (34 %), β-sitostérol (18 %), l'α-sitostérol (12 %), le stigmastérol (5,2 %) et l'α-pinène (4,3 %).
Une analyse d'extrait de peau de C. maxima 'Tubtim Siam Pomelo' (2023) donne en plus des 37 flavanones, acridones, coumarines et limonoïdes connus un  pyranoflavonoïde (le citrusinol) à activité antioxydante, anti-tyrosinase, et antimicrobienne.

### Huile essentielle de feuille
Les teneurs en limonène des huiles essentielles de feuilles de spécimens indiens vont de 5,29 à 78,45 % suivent les pinènes: α-pinène (21 %) et β-pinène (17 %).

### voir aussi
- Huayou n° 2 (pamplemoussier asperme), Jabon, Banpeiyu